# Toine Beukering
Antoine J.A. (Toine) Beukering ('s-Hertogenbosch, 28 november 1958) is een Nederlands politicus en militair buiten dienst. Sinds 28 maart 2019 is hij lid van de Provinciale Staten van Zuid-Holland. Daarnaast was hij van 2019 tot 2023 lid van de Eerste Kamer der Staten-Generaal. Beukering diende eerder bij de Koninklijke Landmacht, waar zijn hoogst beklede rang die van brigade-generaal was.

## Biografie
Beukering heeft als militair 39 jaar bij de Koninklijke Landmacht gediend en aan meerdere vredesmissies deelgenomen. Van april tot juni 2004 had de, destijds, kolonel de leiding over de Security Sector Reform Burundi. Met een detachement van 16 militairen had de kolonel een tentenkamp opgezet bestemd voor Burundese militairen én rebellen. Korte tijd daarna, november 2004, werd Beukering ingezet tijdens Operatie Golden Eagle. Samen met commando's werd Beukering in het geheim Ivoorkust ingevlogen met een KDC-10. Ivoorkust was onrustig in verband met een staatsgreep. Beukering verzorgde het plan om de Nederlandse burgers onder begeleiding van de commando's te evacueren. In 2016 nam hij afscheid van Defensie, zijn laatste functie, van 2014 tot en met 30 mei 2016, was Sous Chef Internationale Militaire Samenwerking, onderdeel van de Defensiestaf. In deze periode was Beukering ook regimentsoudste van het Regiment Bevoorradings- en Transporttroepen.
Nadat hij afscheid had genomen van Defensie, was hij tot 2021 werkzaam als zzp'er in de consulting.

### Politicus
Beukering was lid van Forum voor Democratie (FVD), en is sinds 28 maart 2019 Statenlid in Zuid-Holland. Op 11 juni 2019 werd hij tevens geïnstalleerd als lid van de Eerste Kamer. Na zijn installatie stelde Beukering zich kandidaat als voorzitter van de Eerste Kamer. Hij kreeg zestien stemmen, onvoldoende om verkozen te worden.
Vanaf 29 november 2020 maakte Beukering in de Eerste Kamer geen deel meer uit van de FVD-fractie. Hij had zich aangesloten bij de afsplitsing fractie-Van Pareren, die later werd hernoemd naar fractie-Nanninga. Deze fractie was gelieerd aan de later opgerichte partij JA21. Bij de Eerste Kamerverkiezingen 2023 stond Beukering op de vierde plaats van de JA21-lijst. De partij haalde slechts drie zetels, waardoor Beukering op 6 juni 2023 afscheid nam van de Eerste Kamer.
Op 18 januari 2024 verliet Beukering JA21 om zelfstandig in de Staten verder te gaan onder de naam 'Gezond Verstand Zuid-Holland'. Reden hiertoe was volgens Beukering dat er verschillen van inzicht waren over hoe zaken aangepakt moesten worden binnen de fractie. Op 18 maart dat jaar sloot hij zich aan bij de partij van Richard de Mos, en ging hij verder onder de naam Hart voor Zuid-Holland.

#### Opspraak
Beukering kwam rond de Eerste Kamerverkiezingen 2019 in opspraak toen hij in een interview in De Telegraaf opmerkte dat er in de Tweede Wereldoorlog heel weinig verzet geweest is van Joden: ”Ik ben altijd geïntrigeerd geweest hoe dat toch kan. Dat de Joden – zo’n dapper strijdbaar volk – als makke lammetjes gewoon door de gaskamers werden gejaagd.” Hij gaf aan dit een van de drijfveren was voor hem om het leger in te gaan: ”Ik heb nooit het echte antwoord gevonden. Maar een ding voor mij: dat nooit meer. Daarom heb ik 40 jaar een uniform gedragen en ben ik over de hele wereld gereisd.” De reacties hierop waren verdeeld. Van beoogd fractievoorzitter Paul Cliteur hoefde Beukering hiervoor geen excuses te maken. Wel gaf Beukering aan dat dit een onhandige opmerking was waar hij spijt van had en die hij terugnam.

## Onderscheidingen
- Herinneringsmedaille Multinationale Vredesoperaties
- Kosovo-medaille
- Onderscheidingsteken voor Langdurige Dienst als officier "XX"
- Landmachtmedaille
- Kruis voor betoonde marsvaardigheid
- Kruis van de Koninklijke Vereniging van Nederlandse Reserve-Officieren voor de Militaire Prestatietocht
- NAVO-medaille (Kosovo)
- Ereteken van de Bundeswehr
- Meritorious Service Medal (United States)
- Nationale Orde van Verdienste (Frankrijk)
- Nationale Orde van Verdienste (Gabon)

### Vaardigheden
- Parachutisten-brevet A
- Hogere Militaire Vorming
- Brevet de parachutiste militaire (Armée de terre)

## Persoonlijk
Beukering is vader van twee zonen.